# Скальные петушки
Скальные петушки, или скалистые петушки, или каменные петушки (лат. Rupicola), — род воробьиных птиц из семейства котинговых.

## Список видов
Международный союз орнитологов относит к роду два вида:
| Изображение             | Русское название                   | Научное название           | Распространение                                                                                       |
| ----------------------- | ---------------------------------- | -------------------------- | --- |
| \| Самец \| \| Самка \| | Rupicola rupicola (Linnaeus, 1766) | Гвианский скальный петушок | Французская Гвиана, Суринам, Гайана, южная Венесуэла, восточная Колумбия и северная Амазония Бразилии |
|                         | Rupicola peruviana (Latham, 1790)  | Андский скальный петушок   | Венесуэла, Колумбия, Эквадор, Перу и Боливия                                                          |
| Самец                   |                                    |                            | |
| Самка                   |                                    |                            | |